# Sometimes (chanson d'Erasure)
Singles de Erasure
Oh l'amour
(1986) It Doesn't Have to Be
(1987)
Clip vidéo
[vidéo] « Sometimes », sur YouTube
Sometimes est une chanson du duo britannique Erasure. Elle est sortie en single (au Royaume-Uni) en octobre 1986 et ensuite sur leur deuxième album studio,  The Circus, paru en mars de l'année suivante.
Le single débute à la 86e place du classement des ventes de singles britannique dans la semaine du 12 au 18 octobre 1986 et commence à grimper, atteignant sa meilleure position à la 2e place huit semaines plus tard, dans la semaine du 7 au 13 décembre 1986. Ce qui en fait le premier succès d'Erasure au Royaume-Uni et celui qui révèla le groupe au public de ce pays.
À l'international, Sometimes connaîtra également le succès dans plusieurs pays, essentiellement en Europe : n°1 en Afrique du Sud et en Espagne, n°2 en Allemagne, en Belgique et aux Pays-Bas, n°3 en Irlande et en Suisse, n°4 en Europe (CEE) n°5 en Finlande, n°7 au Portugal, n°8 en Colombie et au Pérou, n°10 en Autriche, n°15 en Nouvelle-Zélande, n°20 en Suède et n°25 en Italie.
En France, Sometimes sera trop faiblement classé (n°39) pour y être considéré comme un succès et restera la dernière entrée d'Erasure dans le Top 50 français.